# Growlanser
Growlanser é um jogo de RPG tático publicado pela Atlus e pela career soft, e teve cinco sequências. O jogo é protagonizado por Carmaine Fallsmyer um jovem que vai fazendo amigos e alianças numa jornada para destruir a arma biológica Gevel. Em 2002 foi lançado Growlanser II seguido de mais quatro sequências. O jogo considerado de mais sucesso da série é Growlanser V: Heritage of War.